# Apollo: Atmospheres and Soundtracks
Apollo: Atmospheres and Soundtracks — дев'ятий сольний студійний альбом британського ембієнт музиканта Брайана Іно, що вийшов в 1983 році. Він був написаний, спродюсований, і виконаний Брайаном Іно, його братом Роджером і Даніелем Лануа. Музика з альбому з'явилася у фільмах «28 днів потому», «Трафік» і «На Голці», саундтреки яких були продані близько чотирьох мільйонів копій. Дві пісні з альбому, «Срібний ранок» і «Синій День», були випущені як 7" сингли на  EG Records
Треки з альбому, які залишились у фінальній версії фільму:
- «Always Returning»
- «Drift»
- «Silver Morning»
- «Stars»
- «Under Stars»
- «The Secret Place»
- «An Ending (Ascent)»

Новіші треки з фільму, яких немає на альбомі:
- «Sirens»
- «Theme for 'Opera'»
- «Fleeting Smile»
- «Tension Block»
- «Asian River»
- «Quixote»
- «4-Minute Warning»
- «For Her Atoms»

У буклеті, Іно розповідає, що, коли він дивився на посадку Аполлона-11 в 1969 році він відчував, що дивовижа цієї події була зіпсована низькою якістю телевізійної трансляції та ексцесом журналістської дискусії, і що він хотів би уникнути мелодраматизму, з яким це було подано. Ця філософія домінує, коли «Для всього людства» («Аполлон») був спочатку випущений як колекція НАСА кадри з програми «Аполлон» без голосу за кадром. Версія фільму без голосу за кадром з саундтреком Іно був випущений на VHS відео в 1990 році Національним Географічним Товариством. Альтернативна версія була також випущена НАСА, а також аудіо-інтерв'ю, але без саундтреку Брайана Іно.

## Трек-лист
| #   | Назва                | Автор                                | Тривалість |
| --- | -------------------- | ------------------------------------ | ---------- |
| 1.  | «Under Stars»        | Браян Іно, Daniel Lanois             | 4:25       |
| 2.  | «The Secret Place»   | Daniel Lanois, аранжування Браян Іно | 3:27       |
| 3.  | «Matta»              | Браян Іно                            | 4:14       |
| 4.  | «Signals»            | Браян Іно, Daniel Lanois             | 2:44       |
| 5.  | «An Ending (Ascent)» | Браян Іно                            | 4:18       |
| 6.  | «Under Stars II»     | Браян Іно, Daniel Lanois             | 3:15       |
| 7.  | «Drift»              | Roger Eno, Браян Іно                 | 3:03       |
| 8.  | «Silver Morning»     | Daniel Lanois                        | 2:35       |
| 9.  | «Deep Blue Day»      | Браян Іно, Daniel Lanois, Roger Eno  | 3:53       |
| 10. | «Weightless»         | Браян Іно, Daniel Lanois, Roger Eno  | 4:28       |
| 11. | «Always Returning»   | Браян Іно, Roger Eno                 | 3:49       |
| 12. | «Stars»              | Браян Іно, Daniel Lanois             | 7:57       |